# Ручний кулемет Шоша Модель 1915
Ручний кулемет Шоша (фр. Fusil-Mitrailleur Chauchat Mle 1915 CSRG фр. вимова: [ʃoʃa]) — ручний кулемет («автоматична рушниця» або «рушниця-кулемет» в тодішній термінології), використовуваний головним чином французькою армією, але також і іншими країнами, протягом і після першої світової війни. Цей кулемет став одним із перших ручних кулеметів початку XX століття. Вважається одним з найгірших кулеметів XX століття.

## Історія створення
Кулемет був розроблений полковником Шоша спільно з конструктором Сютером і технологом Рібейролем в 1915 році.
Після закінчення Першої світової війни ручні кулемети Шоша приймають на озброєння в арміях Польщі, Греції. Деяка їх кількість використовувалося в громадянських війнах в Росії та Іспанії.
В 1950-х — 1960-х роках кулемети Шоша ще зустрічалися в Центральній Африці та у В'єтнамі.

## Принцип роботи
Замикання каналу ствола здійснюється поворотом личинки і зчепленням її бойових упорів зі ствольною коробкою. Ударно-спусковий механізм ударникового типу дозволяє вести безперервний і одиночний вогонь. Прицільні пристрої відкритого типу складаються із секторного прицілу і мушки.
Застосована в кулеметі схема автоматики з довгим ходом ствола зумовила дуже низький темп стрільби. Певною мірою це забезпечувало стійкість зброї в рамках концепції «блукаючого вогню» (у кулеметника «Шоша» другого номера не було). У своїх працях теоретик автоматичної зброї В. Г. Федоров однозначно характеризує даний клас автоматики як непотрібний. Але це не так. Автоматика з дуже низьким темпом стрільби може використовуватися для зовсім інших цілей. У кулеметі використовувався унікальний на той час секторний напівкруглий магазин, який був одним із найслабших місць зброї — нерідко останній патрон перевертався задом наперед і приводив до заклинювання зброї. Кулемет Шоша взагалі відрізнявся невисокою надійністю, чутливістю до забруднень, при цьому був простий у виробництві і обслуговуванні.

## Країни-експлуатанти
- Франція — кулемет CSRG під штатний патрон 8 × 50 мм R Lebel був прийнятий на озброєння французької армії в 1915 році і знятий з озброєння в 1924 році [1]
- Німецька імперія — під час першої світової війни деяка кількість трофейних французьких кулеметів використовувалася на західному фронті
- Російська імперія — в ході Першої світової війни в період до 1 січня 1917 року був отримано 500 шт., в період з 1 січня до 1 жовтня 1917 року — ще 5600 шт. [2] , загалом, під час першої світової війни з Франції було поставлено 6100 шт. [3] , надалі використовувалися в ході громадянської війниАмериканський військовий з кулеметом Шоша

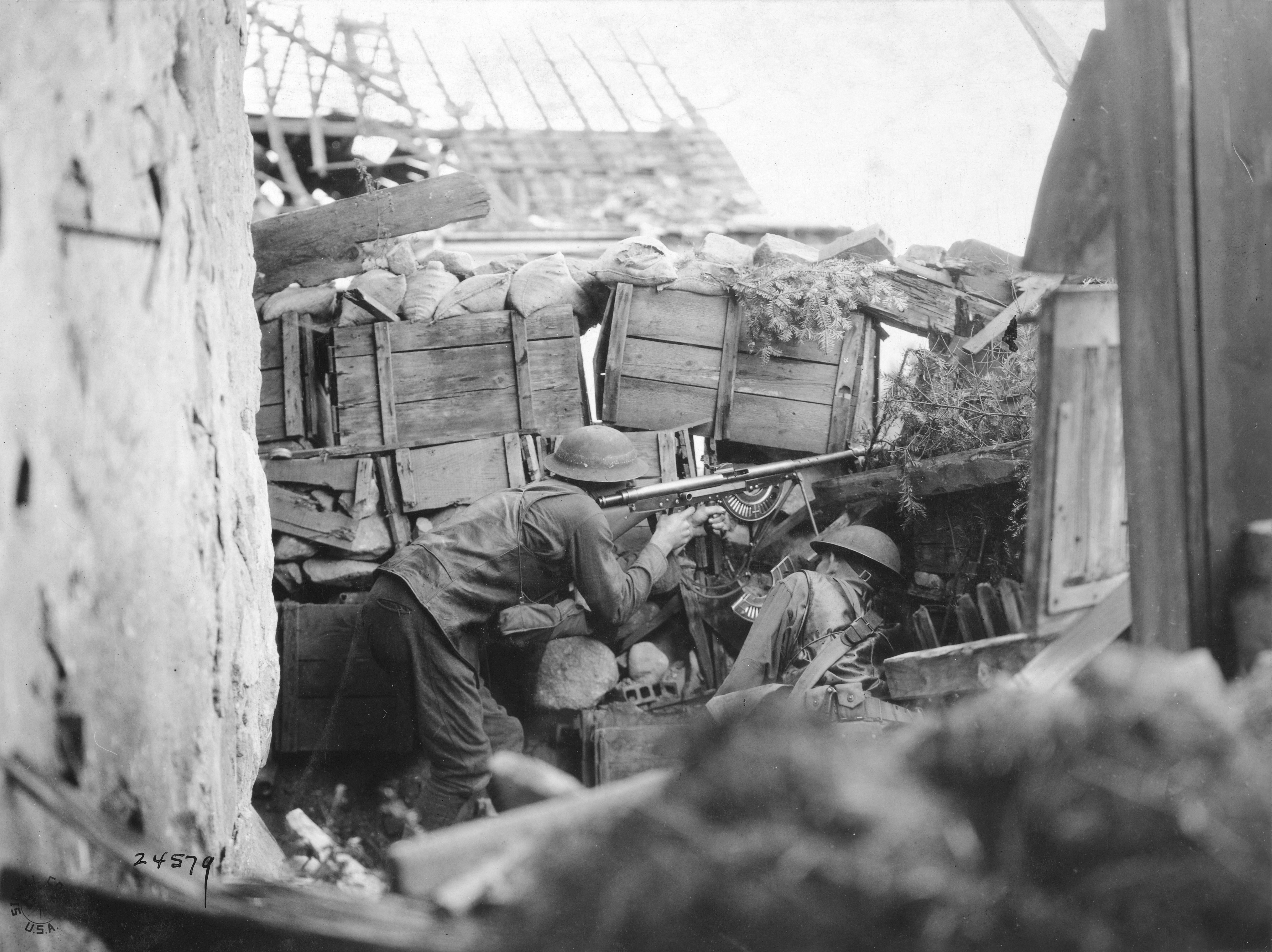
Американський військовий з кулеметом Шоша

- США — навесні 1917 року майже 16 тис. французьких кулеметів CSRG (під патрон 8 × 50 мм R Лебель ) було передано на озброєння дев'яти піхотних дивізій США, прибулих на західний фронт (вони використовувалися американськими військами під найменуванням Automatic Rifle, Model 1915 (Chauchat)), а 17 серпня 1918 — замовлені ще 25 тис. кулеметів M1918 (під американський патрон 7,62х63 мм), яких встигли випустити в кількості понад 19 тис. шт. [1]
- Бельгія — прийнятий на озброєння[1], до закінчення першої світової війни отримано 6900 шт. біля половини з них у 1927 році булі модифіковані під штатній набій 7,65×53 мм «аргентинський маузер»
- Фінляндія — після радянсько-фінської війни було поставлено з Франції, в 1941—1944 роки вони використовувалися у війні проти СРСР [4]
- Греція — прийнятий на озброєння під найменуванням «Гладіатор»[1], до закінчення першої світової війни отримано 3900 шт.
- Сербія — прийнятий на озброєння, до закінчення першої світової війни отримано 3800 шт.
- Румунія — прийнятий на озброєння, до закінчення першої світової війни отримано 7200 шт.
- Польща — прийнятий на озброєння під найменуванням Chauchat wz. 1915[1], поставлено понад 5000 шт.
- Італія — деяка кількість було отримано з Франції, ними озброїли екіпажі декількох бронеавтомобілів Lancia IZ [5]
- РСФРР — деяка кількість кулеметів використовувалося РККА в ході громадянської війни [6] і після її закінчення
- Третій Рейх — під час Другої світової війни трофейні кулемети Шоша використовувалися німецькими збройними силами: 8-мм французькі — MG-156 (f); 7,65-мм бельгійські — MG-126 (b) ; 7,62-мм югославські — MG-147 (j)[1].